# 相良頼泰 (権五郎)
相良 頼泰（さがら よりやす）は、相良氏の第11代当主相良長続の四男。第12代当主相良為続の弟。多良木の地頭。官途は左近将監。子は長泰、長弘、娘（北原茂兼室）。北原兼親は外孫。

## 経歴
上相良氏の多良木兄弟の乱を鎮定した長続は、多良木村を第4子頼泰に与えた。しかし頼泰は讒言にあって文明3年（1471年)に兄為続に領地を召上げられた。文明16年（1484年）には勘気は解かれて返給され、多良木に入部して鍋城を居城とした。
兄が亡くなると、頼泰は甥の家督相続に不満を持ち、息子の長泰の器量が優れていると称して、世子を廃して我が子に相良氏を相続させようと、佐牟田上野、吉無田孫左衛門らと謀事を企てた。しかし、それが当の長毎の知るところとなり、長享元年6月、頼泰は成敗された。長泰は為続に従って八代にいたが、同じく誅された。ただし、最初の召し上げも讒言によるものであったことから、為続もしくはその周辺によって陥れられた可能性もある。
末子長弘のみ幼いという理由で助命を許されたが、後年、孫にあたる治頼がやはり反乱を起こして追放されている。